# Scorpaena tierrae
Scorpaena tierrae är en fiskart som beskrevs av Hildebrand, 1946. Scorpaena tierrae ingår i släktet Scorpaena och familjen Scorpaenidae. Inga underarter finns listade i Catalogue of Life.